# Tenisz a 2024. évi nyári olimpiai játékokon
A 2024. évi nyári olimpiai játékokon a tenisz mérkőzéseit július 27. és augusztus 4. között rendezték 172 versenyző részvételével. Összesen 5 versenyszámban avattak olimpiai bajnokot, női és férfi egyéniben, női és férfi párosban, valamint vegyes párosban. A mérkőzésekre salakpályán került sor.

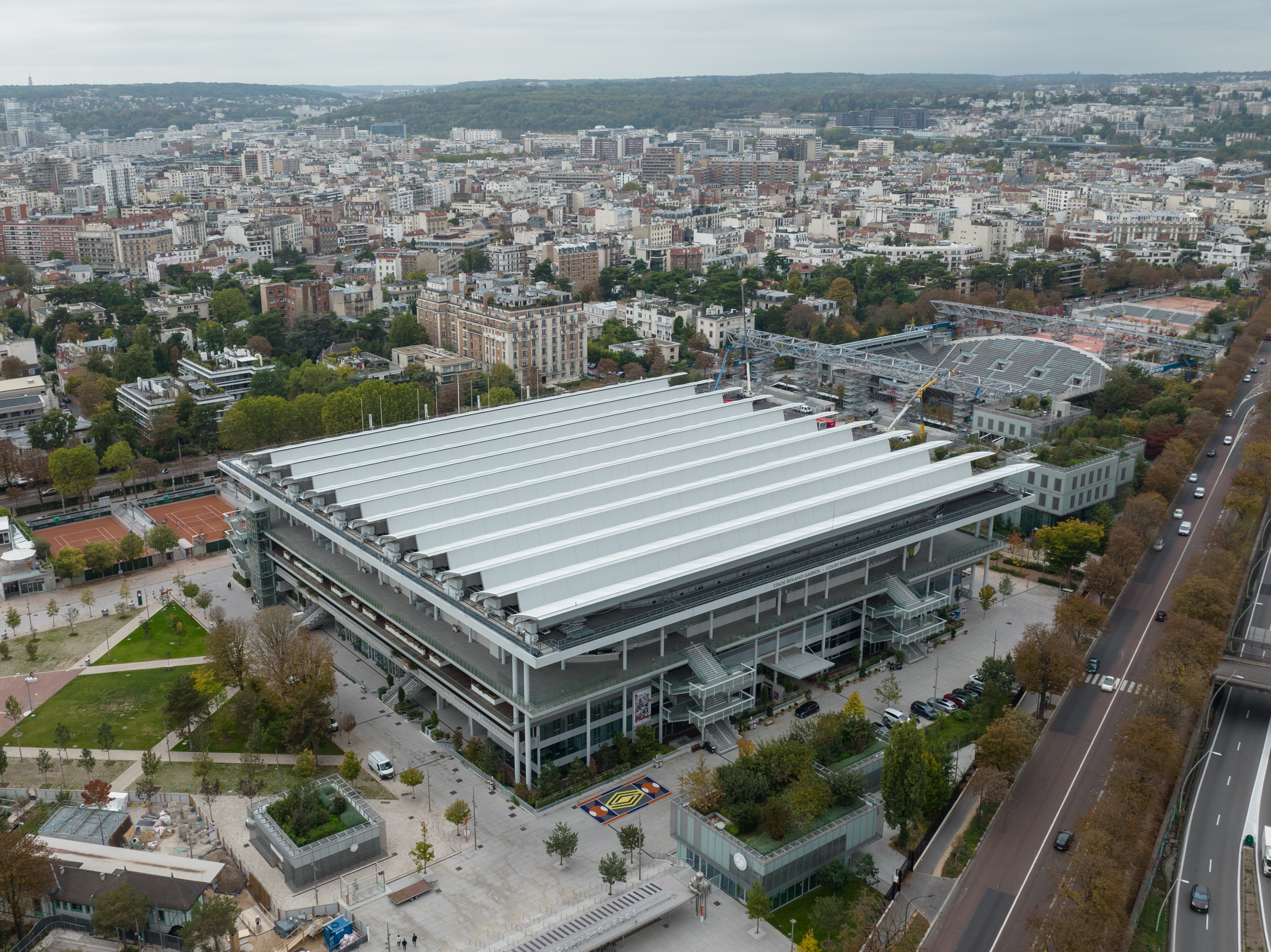
A teniszverseny helyszíne

Az olimpiai tenisztornán Magyarországot Fucsovics Márton és Marozsán Fábián képviselte egyéniben és párosban.
A címvédők közül férfi egyesben ebben az évben is indult a német Alexander Zverev. A női egyesben az előző olimpián győztes svájci Belinda Bencicnek 2024 áprilisában született kislánya, ezért nem vett részt az eseményen. Férfi párosban a horvát Nikola Mektić és Mate Pavić, valamint a női páros címvédő cseh Barbora Krejčíková–Kateřina Siniaková páros ezúttal is versenybe szálltak az elsőségért.

## Kvalifikáció
A teljesítmény alapján történő kvalifikáció, valamint a szabadkártyák elosztásának szabályait a Nemzetközi Teniszszövetség (ITF) által kiadott memorandum tartalmazza. Az egyéni versenyszámokban való részvételre 56 férfi és 56 női játékos az ATP, illetve a WTA által 2024. június 10-én kiadott hivatalos világranglisták alapján szerzett jogot. A feltételek között szerepelt a férfiak esetében a Davis-kupán a nőknél a Billie Jean King-kupán való szereplés is. A kvalifikáció során figyelembe vették, hogy egy országból legfeljebb négy férfi és négy női versenyző indulhat. Ennek megfelelően, ha a világranglista első 56 helyén ugyanazon országból négynél több versenyző állt, akkor az ötödik (és további) versenyzők már nem indulhatnak. Helyükre a ranglista 56. helye után következő versenyzők léptek, amennyiben az illető országból még négynél kevesebben szereztek kvalifikációt. Ugyanígy járnak el abban az esetben, ha a kvalifikációt szerzett versenyzők közül valaki sérülés vagy egyéb ok miatt lemondott a részvételről. A fennmaradó nyolc helyből négy azon négy teniszező részére van fenntartva, akik még nem kvalifikáltak magukat három kontinentális zónából (a 2023-as Pánamerikai Játékok győztese és második helyezettje; a 2022-es Ázsiai Játékok és a 2023-as Afrikai Játékok aranyérmese). Az utolsó négy hely közül egy a házigazda Franciaországnak, kettő a korábbi olimpiai aranyérmeseknek vagy Grand Slam-bajnokoknak, egy pedig az egyetemes helyért pályázóknak van fenntartva.
Párosban 32 csapat szintén a június 10-i ranglisták alapján kvalifikálhatta magát. A páros világranglista első tíz helyezettje szerzett jogot az indulásra, akik saját országuk képviselői közül választhattak párt maguknak, olyat aki az egyéni vagy a páros világranglista első 300 sportolója között volt található. A fennmaradó helyeket a kombinált ranglista alapján osztották ki azon versenyzők között, akik egyéniben kvalifikációt szereztek. Párosban egy országból legfeljebb két csapat indulása engedélyezett. Nemenként egy csapatot a rendező ország indíthat.
Vegyes párosban nem volt kvalifikációs előírás. Ebben a versenyszámban azok indulhattak, akik egyéniben vagy párosban kvalifikálták magukat. 15 csapat és a fogadó ország csapata indulhatott.
Egy nemzet legfeljebb 12 versenyzőt indíthatott: négyet-négyet a férfi és női egyéni versenyszámban, valamint két-két csapatot a férfi és női párosban. Az esetlegesen induló vegyes páros csapatot az előzőleg felsoroltakból lehetett kiállítani.

## Éremtáblázat
(A táblázatokban a rendező nemzet sportolói eltérő háttérszínnel, az egyes számoszlopok legmagasabb értéke vagy értékei vastagítással kiemelve.)
| A 2024. évi nyári olimpiai játékok éremtáblázata teniszben | A 2024. évi nyári olimpiai játékok éremtáblázata teniszben | A 2024. évi nyári olimpiai játékok éremtáblázata teniszben | A 2024. évi nyári olimpiai játékok éremtáblázata teniszben | A 2024. évi nyári olimpiai játékok éremtáblázata teniszben | Olimpia  |
| ---------------------------------------------------------- | ---------------------------------------------------------- | ---------------------------------------------------------- | ---------------------------------------------------------- | ---------------------------------------------------------- | -------- |
|                                                            | Ország                                                     | Arany                                                      | Ezüst                                                      | Bronz                                                      | Összesen |
| 1.                                                         | Kína (CHN)                                                 | 1                                                          | 1                                                          | 0                                                          | 2        |
| 2.                                                         | Olaszország (ITA)                                          | 1                                                          | 0                                                          | 1                                                          | 2        |
| 3.                                                         | Ausztrália (AUS)                                           | 1                                                          | 0                                                          | 0                                                          | 1        |
| 3.                                                         | Csehország (CZE)                                           | 1                                                          | 0                                                          | 0                                                          | 1        |
| 3.                                                         | Szerbia (SRB)                                              | 1                                                          | 0                                                          | 0                                                          | 1        |
|                                                            |                                                            |                                                            |                                                            |                                                            |          |
| 6.                                                         | Egyesült Államok (USA)                                     | 0                                                          | 1                                                          | 1                                                          | 2        |
| 6.                                                         | Spanyolország (ESP)                                        | 0                                                          | 1                                                          | 1                                                          | 2        |
| 8.                                                         | Horvátország (CRO)                                         | 0                                                          | 1                                                          | 0                                                          | 1        |
| –                                                          | Független résztvevők (AIN)                                 | 0                                                          | 1                                                          | 0                                                          | 1        |
|                                                            |                                                            |                                                            |                                                            |                                                            |          |
| 9.                                                         | Kanada (CAN)                                               | 0                                                          | 0                                                          | 1                                                          | 1        |
| 9.                                                         | Lengyelország (POL)                                        | 0                                                          | 0                                                          | 1                                                          | 1        |
|                                                            |                                                            |                                                            |                                                            |                                                            |          |
| Összesen                                                   | Összesen                                                   | 5                                                          | 5                                                          | 5                                                          | 15       |

## Érmesek
| A 2024. évi nyári olimpiai játékok érmesei teniszben |                                                      |                                                                          |                                                            |
| Versenyszám                                          | Arany                                                | Ezüst                                                                    | Bronz                                                      |
| Férfi egyes                                          | Novak Đoković · Szerbia (SRB)                        | Carlos Alcaraz · Spanyolország (ESP)                                     | Lorenzo Musetti · Olaszország (ITA)                        |
| Női egyes                                            | Cseng Csin-ven (Zheng Qinwen) · Kína (CHN)           | Donna Vekić · Horvátország (CRO)                                         | Iga Świątek · Lengyelország (POL)                          |
| Férfi páros                                          | Ausztrália (AUS) · Matthew Ebden · John Peers        | Egyesült Államok (USA) · Austin Krajicek · Rajeev Ram                    | Egyesült Államok (USA) · Taylor Fritz · Tommy Paul         |
| Női páros                                            | Olaszország (ITA) · Sara Errani · Jasmine Paolini    | Független résztvevők (AIN) · Mirra Andrejeva · Gyiana Snajgyer           | Spanyolország (ESP) · Cristina Bucșa · Sara Sorribes Tormo |
| Vegyes páros                                         | Csehország (CZE) · Tomáš Macháč · Kateřina Siniaková | Kína (CHN) · Csang Cse-csen (Zhang Zhizhen) · Vang Hszin-jü (Wang Xinyu) | Kanada (CAN) · Félix Auger-Aliassime · Gabriela Dabrowski  |